# Suplex
Pour les articles homonymes, voir Souplex et Souplesse (homonymie).
 (septembre 2008).
Si vous disposez d'ouvrages ou d'articles de référence ou si vous connaissez des sites web de qualité traitant du thème abordé ici, merci de compléter l'article en donnant les références utiles à sa vérifiabilité et en les liant à la section « Notes et références ».
Une suplex, parfois orthographié souplex ou souplesse en français, est une prise de catch et de lutte. C'est une des prises les plus utilisées au catch. Un suplex consiste à projeter l'adversaire à terre sur le dos, le cou ou les épaules ou quelquefois, le visage.

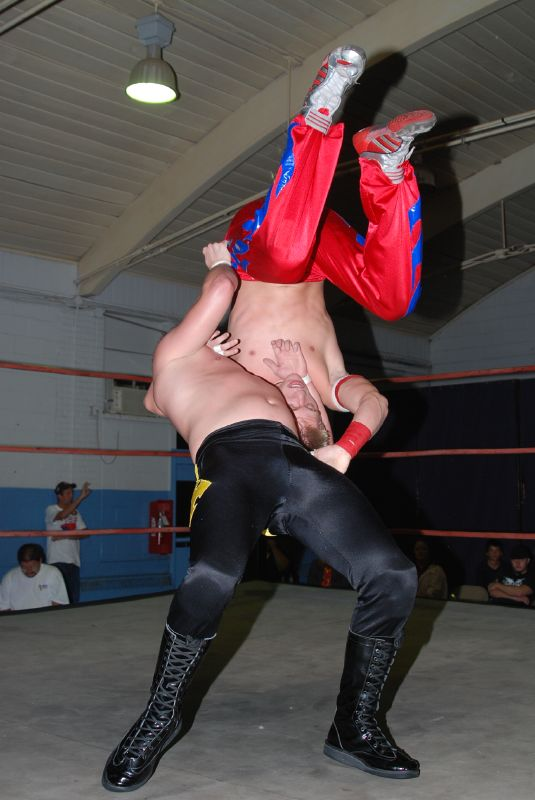
Catcheur effectuant une souplesse basique.

## Variantes

### Variantes avec facelock

#### Fisherman suplex
Connue aussi sous le nom de Leg hook suplex ou Cradle suplex. L'attaquant applique un facelock à son adversaire et accroche une jambe de celui-ci avec son bras, il le soulève en l'air avant de tomber en arrière conduisant le dos au sol. Mr. Perfect popularise cette prise dans les années 1980 et 1990 en la nommant Perfect-Plex.

#### Slingshot suplex
Prends  l'adversaire comme un suplex jusqu'à ce qu'il / elle est presque verticale puis le fait tomber sur les cordes et utilise la pression des cordes pour l'envoyer violemment au sol.

#### Snap suplex
L'attaquant applique un facelock à son adversaire, saisit le bas avec son bras et le soulève très rapidement en l'air avant de tomber en arrière conduisant le dos au sol avec une vitesse élevée. Cette prise a été popularisée par Bret Hart et The Dynamite Kid. Chris Benoit adopta cette prise après avoir été entraîné par Stu Hart et The Dynamite Kid.

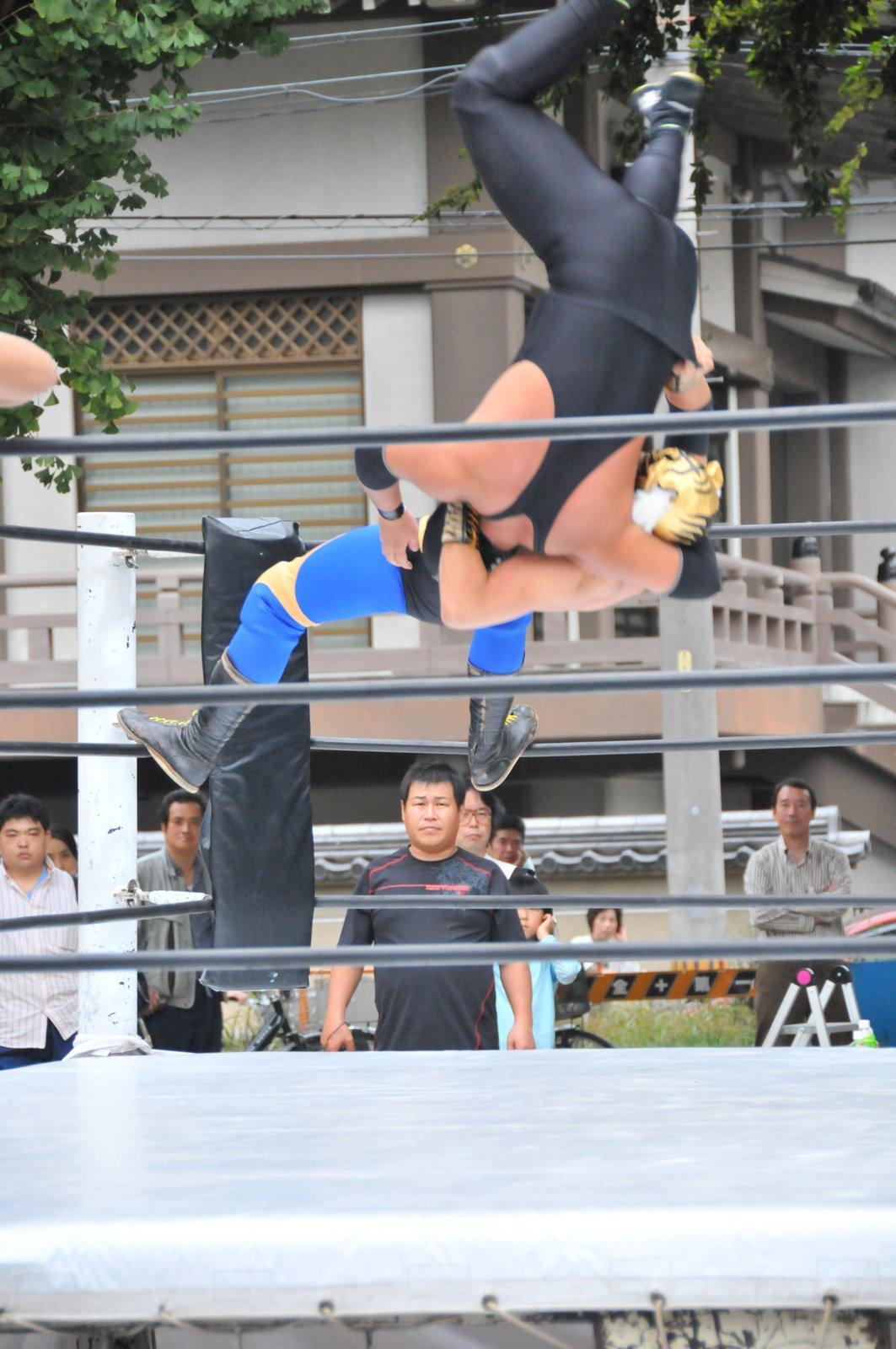
Catcheur effectuant un Superplex.

#### SuperPlex
Il s'agit d'exécuter une suplex en hauteur (depuis la 3e corde, le haut d'une cage ou d'une échelle) popularisé par Dynamite Kid dans les années 1980.

#### Suplex slam
L'attaquant applique un facelock à son adversaire, saisit le bas avec son bras et le soulève en l'air, puis se colle contre le ventre de l'adversaire et le projette par terre. C'est la prise de finition de Goldberg qui la nomme le Jackhammer.
Il existe des variantes : 
- Sitout suplex slam : aussi connue sous le nom de Falcon Arrow, nommée par Hayabusa, l'attaquant applique un facelock à son adversaire, saisit le bas avec son bras et le soulève en l'air, puis se colle contre le ventre de l'adversaire et il tombe assis pour claquer la tête de l'adversaire sur le sol ;
- Inverted suplex slam : l'attaquant applique un facelock à son adversaire, saisit le bas avec son bras et le soulève en l'air, et au lieu de projeter l'adversaire en arrière, ce dernier le projette en avant pour écraser le visage par terre. Aussi connue sous le nom de Gordbuster, nommé par Arn Anderson ;
- Sitout inverted suplex slam : comme un Inverted suplex slam, mais l'attaquant tombe assis pour conduire le ventre de l'adversaire entre les jambes. La prise est aussi appelée Inverted Falcon Arrow ou encore Sitout Gordbuster. Actuellement[Quand ?], Jeff Hardy utilise cette prise ainsi que R-Truth en tant que Prise favorite.
- Sitout Powerslam aussi appelé Inverted Falcon Arrow.

#### Suplex stunner
L'attaquant se met en position de suplex, soulève son adversaire et le fait passer derrière lui pour transformer la prise en Stunner. R-Truth l'utilisait en tant que prise de signature à la WWE, il le nomme Truth or Consequences. C'est maintenant l'une de ses prises préféré.

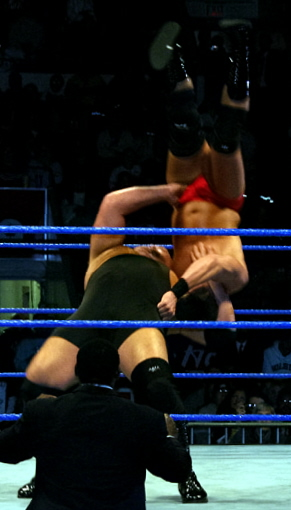
Big Show qui porte une souplesse verticale sur JBL.

#### Vertical suplex
L'attaquant applique un facelock à son adversaire, saisit le bas avec son bras et le soulève en l'air avant de tomber en arrière conduisant le dos au sol.
Il existe des variantes : 
- Delayed vertical suplex : comme un vertical suplex mais au lieu de claquer directement l'adversaire, l'attaquant maintient son adversaire pendant plusieurs secondes en l'air pour que le sang coule vers le cerveau et enfin le claque sur le dos. C'est l'ancienne prise de finition de Beth Phoenix et celle de British Bulldog ;
- Rotating vertical suplex : appelée aussi Rotation suplex, Twisting suplex et Rotary suplex, l'attaquant prend son adversaire en vertical suplex, mais tourne sur lui-même puis tombe en arrière conduisant le dos au sol.

#### Underhook suplex
Aussi connue sous le nom de Half-hatch suplex, l'attaquant applique un facelock et passe son bras sous le bras de l'adversaire puis le soulève en l'air avant de chuter en arrière en projetant le dos par terre.

### Variantes avec belly to belly

#### Belly to belly suplex
Un attaquant se trouve devant son adversaire, il entoure le corps de son adversaire avec ses bras puis le soulève en arrière vers le haut pour qu'il atterrisse sur le dos. Cette prise, basique, est utilisée par de nombreux catcheurs et catcheuses.

#### Capture suplex
L'attaquant se tient devant son adversaire, il attrape une jambe avec le bras, et utilise son autre bras pour le placer derrière le cou de son adversaire et le maintient. Après, il le soulève en arrière pour projeter son dos par terre. La prise peut aussi s'appeler Leg and Head suplex.
C'était la prise de finition de Tazz pendant sa carrière.

#### Choke suplex
L'attaquant saisit la gorge de son adversaire avec sa main, il le soulève en l'air comme dans un chokeslam, mais il tourne de 180° et chute en avant (comme un ura-nage pour écraser le dos au sol.
Shawn Hernandez utilisait une autre version dans laquelle il applique un Two handed chokelift à un adversaire, le soulève en l'air puis il projette le dos de l'adversaire en arrière. Il a appelé cette prise le CrackerJack.

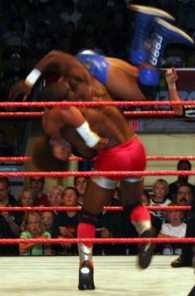
Shelton Benjamin effectuant une T-Bone suplex sur Carlito.

#### Double underhook suplex
Face à un adversaire penché vers l'avant, l'attaquant applique un double underhook puis il tire vers le haut et descend pour claquer le dos de l'adversaire au sol en arrière, il peut alors maintenir la prise au sol pour endommager un peu plus les bras,. Cette prise est aussi nommée Double arm suplex, Reverse nelson suplex, Double axe-handle suplex/Double axe suplex, Double chickenwing suplex ou Butterfly suplex. C'était l'une des prises favorites d'André the Giant.

#### T-Bone Suplex
L'attaquant se tient devant son adversaire, il le prend en side slam, attrape une jambe de l'adversaire et le soulève en l'air avant detomber en arrière conduisant les épaules et le cou au sol. L'attaquant peut aussi maintenir la prise lorsqu'il est par terre pour tenter un tombé, dans ce cas, la prise se réfère sous le nom de Blizzard suplex. Jun Akiyama a inventé une variante, qu'il a appelé Exploder'98, dans laquelle, il prend la main de l'adversaire en pumphandle. Aussi connu sous le nom de Wrist clutch exploder.
Aux États-Unis, la prise est appelée T-Bone suplex, un terme inventé par Tazz, qu'il a lui-même appelée T-Bone Tazplex.
Une autre variante de Shelton Benjamin existe aussi. Il s'agit de renverser la prise en powerslam pour après se mettre dans une position de tentative de tombé lorsque l'adversaire est en l'air.

#### Head and Arm suplex
Aussi connue sous le nom de Gargoyle Suplex, il s'agit de prendre l'adversaire en Arm triangle choke puis de le soulever avant et vers l'arrière pour le projeter vers le bas. C'est une des prises appréciée de Tazz, le Taz-Plex.

#### Northern Lights suplex
Inventée et popularisée par Hiroshi Hase, l'attaquant est devant l'adversaire, il met sa tête sous un des bras de l'adversaire, lui entoure le corps avec les bras puis le soulève vers le haut en arrière provoquant une chute de l'adversaire. L'attaquant peut maintenir la prise en exécutant un ponté pour tenter le tombé. Cette prise est notamment utilisée par Matt Jackson, Alicia Fox, MVP, Shelton Benjamin, The Usos ou anciennement Edge.

#### Trapping suplex
L'attaquant est devant son adversaire, il passe ses bras sous les deux bras de l'adversaire pour relier ses mains aux triceps de l'adversaire, empêchant toute tentative de contre-attaque. Après, l'attaquant le soulève vers l'arrière pour projeter le dos de l'adversaire vers le bas.

### Variantes avec belly to back

#### Belly to back suplex
Connu aussi sous le nom de Back suplex et Backdrop au Japon. L'attaquant se tient derrière l'adversaire, il met sa tête sous un des deux bras de l'adversaire, lui entoure le corps avec ses bras et le soulève vers le haut en arrière conduisant le dos de l'adversaire vers le bas.
Comme le piledriver, c'est une prise dangereuse, le catcheur Mitsuharu Misawa est mort en 2009 à la suite d'une belly to back suplex.
Il existe des variantes :
- High angle belly to back suplex, appelée aussi Backdrop driver, où l'attaquant se tient derrière l'adversaire, il met sa tête sous un des deux bras de l'adversaire, lui entoure le corps avec ses bras et le soulève vers le haut et il chute en arrière conduisant le cou et les épaules de l'adversaire vers le bas ;
- Leg hook belly to back suplex : comme un Back suplex mais l'attaquant accroche une jambe avec son bras libre pour claquer le dos de l'adversaire plus durement.

#### Cobra clutch suplex
L'attaquant se tient derrière son adversaire, lui applique un cobra clutch, le soulève vers le haut en arrière et celui-ci chute sur ses épaules et son cou.

#### Dragon suplex
Inventée par Tatsumi Fujinami (Dragon suplex), l'attaquant est derrière l'adversaire, lui porte un Full Nelson et le soulève vers le haut en arrière. L'adversaire tombe par terre sur ses épaules et le cou. L'attaquant peut aussi maintenir la prise pour tenter un tombé.

#### German suplex

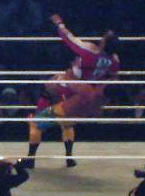
Chris Benoit exécute une German suplex sur MVP.

L'attaquant est derrière l'adversaire, lui entoure le corps avec ses bras puis le soulève vers le haut derrière pour le projeter par terre sur les épaules et le cou. Le nom de la prise vient du catcheur belge Karl Gotch.

#### Gutwrench suplex
L'attaquant se tient à côté de son adversaire, il lui prend en gutwrech puis le soulève vers le haut avant de se laisser tomber en arrière pour lui claquer le dos au sol.Il existe une autre variante comme un gutwrench duplex mais inversée qui se nomme inverted gutwrench suplex. Mandy Rose l'utilise comme prise.

#### Half Nelson suplex
L'attaquant se derrière l'adversaire, il lui prend en Half Nelson pour le soulever en arrière et vers le haut conduisant les épaules et le cou au sol.

#### Sleeper suplex
L'attaquant se tient derrière son adversaire. Il applique un sleeper hold et le soulève vers le haut en arrière. La victime tombe sur son cou et ses épaules.

#### Spider suplex
La Spider Suplex est une German Suplex portée à partir d'une hauteur élevée (mais en restant sur la hauteur avec ces jambes , sinon il s'agit d'un avalanche german suplex)

#### Teardrop Suplex
L'attaquant est à côté de l'adversaire.Il met sa tête sous le bras, puis met ses bras entre les jambes et le soulève en Back Suplex.Cette prise est très utilisée par Shawn Michaels qui l'a apparemment inventée.

#### Tiger suplex
Ce mouvement est notamment utilisé chez les catcheurs japonais, elle consiste à voir un attaquant se placer derrière son adversaire et de lui appliquer une sorte de German Suplex mais en lui bloquant les bras. Elle a été inventée par le catcheur mexicain Alfonso Dantés sous le nom de Toque Tapatio et popularisé par Mitsuharu Misawa quand ce dernier porte le nom de Tiger Mask dans la deuxième moitié des années 1980,.

#### Wheelbarrow suplex
L'attaquant se tient derrière l'adversaire, lui applique un wheelbarrow et le soulève en l'air et en arrière pour projeter le dos par terre.

#### X-plex
Appelée aussi Cross-arm suplex, l'attaquant se tient derrière l'adversaire, il lui croise les bras sur le ventre et il le soulève vers l'arrière et en haut pour conduire l'adversaire au sol.

## Autres variantes

### Saito suplex
L'attaquant est sur un des flancs de son adversaire, il saisit un de ses bras qu'il place au-dessus de son cou. Il le soulève pour le faire retomber sur le dos. Cette prise est créée par Masa Saito et est notamment utilisé par Akira Tozawa et Karrion Kross qui le nomme Doomsday saito